# چرخه لیزوژنی

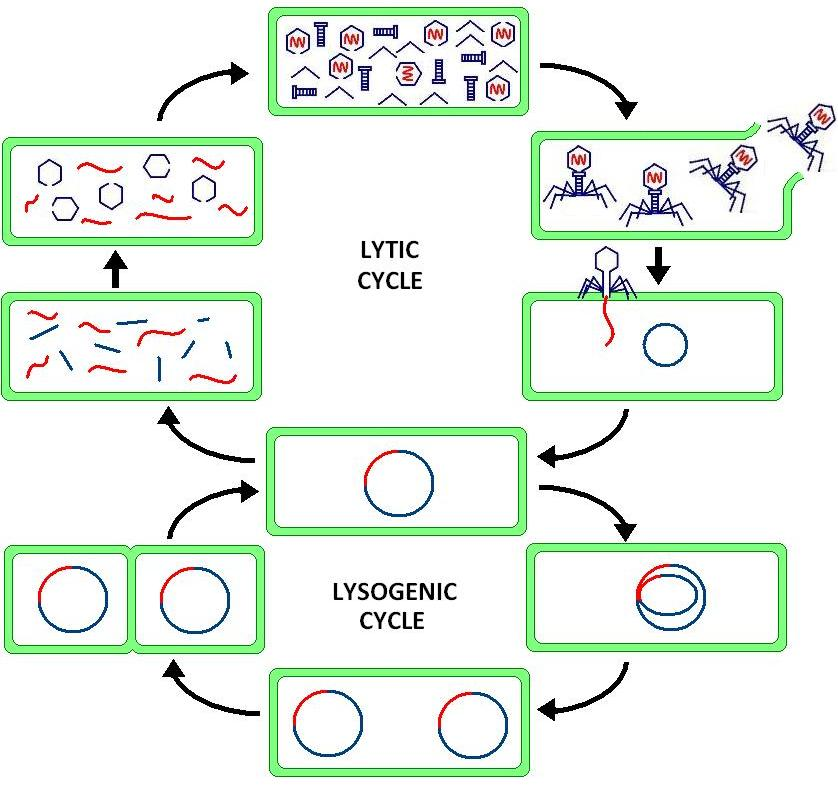

چرخه لیزوژنی (نام علمی: lysogeny cycle) نوعی چرخه ویروسی است که در آن ویروس، ماده ژنتیکی خود را درون سلول میزبان تزریق می‌کند اما ویروس ساخته نمی‌شود. در این حالت با هر بار تقسیم سلولی ماده ژنتیکی ویروس هم همانند سازی می‌شود. سپس با ایجاد یک تغییر محیطی سلول وارد چرخه لیتیک می‌گردد. مثلاً ویروس تبخال (که ویروس دی‌ان‌ای دار است) در اعصاب صورت پنهان می‌شود، سپس در اثر یک فشار عصبی مثل استرس سلول وارد چرخه لیتیک شده و سلول‌ها تخریب می‌شوند و نهایتاً به صورت زخم در می‌آیند.